# 12104 Chesley
12104 Chesley eller 1998 KO6 är en asteroid i huvudbältet som upptäcktes den 22 maj 1998 av LONEOS vid Anderson Mesa Station. Den är uppkallad efter Steven R. Chesley.
Asteroiden har en diameter på ungefär 11 kilometer.